# Parafia św. Brata Alberta w Iławie
Parafia św. Brata Alberta w Iławie – jedna z 6 parafii dekanatu Iława Zachód, diecezja elbląska.
Parafia została erygowana 1 lipca 1989 r. Proboszczem jest ks. kan. Marian Florek. W parafii wydawany jest tygodnik parafialny „Albertówka”. 

## Grupy parafialne
W parafii działa kilka wspólnot: Ruch Odnowy w Duchu Świętym „Getsemani”, Mężczyźni św. Józefa, Wiara i Światło, Schola, zespół i chórki, a także KSM, Wspólnota Domowego Kościoła i służba liturgiczna.